# 金仁顺
金仁顺（1970年—），女，朝鲜族，吉林白山人，中国作家，现任吉林省作家协会主席，中国作家协会主席团委员。